# Ugo I di Pallars Sobirà
Ugo I di Pallars Sobirà (in spagnolo Hugo, in catalano Hug, in francese Hugues; seconda metà secolo XIII circa – 1328 circa) barone di Mataplana e Conte consorte di Pallars Sobirà dal 1297 alla sua morte.

## Origine
Ugo, secondo Sort y comarca Noguera-Pallaresa, era figlio di Raimondo d'Urtx, barone di Mataplana e di Esclarmunda de Conat.

Raimondo d'Urtx era discendente dei baroni di Mataplana.

## Biografia
Il Conte di Pallars Sobirà, Arnaldo Ruggero I morì verso il 1288, in quanto in quell'anno, risulta che aveva fatto testamento, come riportato da Sort y comarca Noguera-Pallaresa e siccome Sibilla e le sorelle, Beatrice e Violante erano ancora minorenni, gli succedette il fratello (lo zio di Sibilla), Raimondo Ruggero I. Nel testamento, Arnaldo Ruggero I aveva nominato il padre di Ugo di Mataplana, Raimondo d'Urtx, barone di Mataplana tutore delle sue figlie Sibilla, Violante e Beatrice.
Lo zio, Raimondo Ruggero I morì verso il 1295, senza discendenza; la morte di Ruggero Raimondo viene confermata dalla Litterae de dote Blanchae, datata 1296, in cui la moglie Bianca (Blancha Dei gratia comitissa Pallariensis) lo cita come defunto (Raymundo Rogerii bonæ memoriæ comiti de Pallars), e Sibilla succedette a Raimondo Ruggero I.
Secondo Sort y comarca Noguera-Pallaresa, nel 1297, Ugo aveva sposato Sibilla e governò la contea come conte consorte.
Dopo la morte di Raimondo Ruggero I, i cugini, visconti di Comminges (spalleggiati dai conti di Foix e dal re di Francia, bramosi della Val d'Aran) invasero la contea rivendicandone la successione, tentando di impadronirsene; ma il re d'Aragona, Giacomo II il Giusto confermò i feudi a Sibilla e Ugo, e inviò un contingente militare di soccorso.

Sibilla e Ugo vendettero a Giacomo II i loro possedimenti, che furono loro restituiti in feudo
Nonostante gli attacchi che la contea dovette subire, sino al 1311, Sibilla e il marito, Ugo I, mantennero l'integrità territoriale, e risolsero il conflitto riguardante la Val d'Aran.
Nel 1320, il figlio maggiore, Arnaldo Ruggero, fu associato nel governo della contea.
Nel 1327, Sibilla fece testamento, disponendo che il figlio, Arnaldo Ruggero, le sarebbe succeduto, e disponendo una legittima per tutti gli altri figli.
Sibilla morì poco dopo e fu sepolta come da sua volontà nel convento dei Predicatori di Barcellona, come da lei indicato nel suo testamento.
Ugo I morì poco dopo la moglie, nel 1328.

## Matrimonio e discendenza
Secondo Sort y comarca Noguera-Pallaresa, nel 1297, Ugo di Mataplana aveva sposato la Contessa di Pallars Sobirà, Sibilla I, figlia primogenita del Conte di Pallars Sobirà, Arnaldo Ruggero I e di Lucrezia Lascaris, figlia del conte di Tenda, Guglielmo Pietro I di Ventimiglia e della principessa bizantina Eudossia Lascaris.

Sibilla a Ugo di Mataplana diede sette figli, tra cui:
- Arnaldo Ruggero († 1343 circa), Conte di Pallars Sobirà[13];
- Raimondo Ruggero († 1350 circa), Conte di Pallars Sobirà[14].

### Fonti primarie
- (LA)  Veterum Scriptorum I.
- (ES)  Sort y comarca Noguera-Pallaresa.